# Керрі Лам
Керрі Лам (трад. китайська: 林鄭月娥; нар. 13 травня 1957) — китайська політична діячка, голова адміністрації Гонконгу з 1 липня 2017 року до 30 червня 2022 року.

## Життєпис
Народилася 1957 року у сім'ї дрібного чиновника у Гонконзі четвертою з п'яти дітей. Середню освіту здобула в коледжі святого Френсіса, католицькій школі для дівчат. Після коледжу вступила до Гонконзького університету. Брала активну участь у студентському житті. В університеті познайомилася з майбутніми демократичними політиками Лі Віньтатом та Сін Чунькаєм.
В 1982 році здобула стипендію уряду Гонконгу на навчання в Кембриджському університеті. Там познайомилась з Лам Сіупором, з котрим пізніше одружилась.

### Кар'єра
Після закінчення Гонконзького університету у 1980 році Керрі Лам вступає на державну службу, працює у різних бюро та відділеннях. У 2007 році призначена секретарем з питань розвитку.
У 2012 році стала головним секретарем адміністрації Ляна Чуньїна. Очолила робочу групу з конституційного розвитку політичної реформи з 2013 до 2015 роки. Провела переговори з керівництвом студентів під час масштабних протестів у 2014 році.
2017 року виграла на виборах голови адміністрації Гонконгу, ставши першою жінкою на цій посаді. Масові протести щодо закону про екстрадицію в Гонконзі серед інших ставлять за вимогу відставку Керрі.
У серпні 2020 року Лам була додана до списку спеціально позначених громадян і заблокованих осіб США за «підрив автономії Гонконгу» і «обмеження свободи вираження думок і зборів». У листопаді 2020 року Лам зізналася в телеінтерв'ю, що змушена зберігати свої кошти у вигляді готівки, оскільки через знаходження в списку не може відкрити банківський рахунок.